# Goryphus flavorbitalis
Goryphus flavorbitalis är en stekelart som beskrevs av Jonathan och Gupta 1973. Goryphus flavorbitalis ingår i släktet Goryphus och familjen brokparasitsteklar. Utöver nominatformen finns också underarten G. f. burmensis.